# ФК Гама
ФК Гама (мађ. Gamma FC), је био мађарски фудбалски клуб из Будафока.

### Учешће у прволигашком такмичењу
Прва лига Мађарске у фудбалу
Прва лига Мађарске у фудбалу 1936/37.|1936/37.
| сезона  | позиција  | сезона     | позиција  | сезона   | позиција  | сезона  | позиција |
| ------- | --------- | ---------- | --------- | -------- | --------- | ------- | -------- |
| 1935–36 | 10. место | 1936–37    | 11. место | 1937–38  | 10. место | 1938–39 | 7. место |
| 1939–40 | 8. место  | 1940–41    | 9. место  | 1941–42  | 7. место  | 1942–43 | 4. место |
| 1943–44 | 4. место  | 1945. tav. | 8. место  | 1945–46* | 13. место | 1947–48 | 8. место |
| 1948–49 | 8. место  | 1949–50    | 8. место  |          |           |         |          |

*Првенство је било подељено у две групе. Клуб је у западној групи био тринаести.

## Историја Имена
- 1918–1938: ФК Гамађар (Gammagyár)
- 1938–1939: ФК Сентимреварош (Szentimrevárosi SE (SZISE))
- 1939–1944: ФК Гама (Gamma FC)
- 1945–1946: ФК Будају баратшаг СЕ (Budai Barátság SE)
- 1946: Будаји мункаш СЕ (Budai Munkás SE)
- 1947–1949: ФК МАТЕОС мункаш СЕ (MATEOSZ Munkás SE)
- 1949–1950: ФК Будимпештански Техерфувар СЕ (Budapesti Teherfuvar SE)